# Ganksta Nip
Rowdy Williams, lepiej znany jako Ganksta N-I-P (ur. 6 lipca 1975 r. w South Park, Houston, Teksas) – amerykański raper. 
Był członkiem grupy muzycznej South Park Coalition, do której dołączył w 1987. Inspirowany muzyką Ice T oraz ideologią grupy religijno-politycznej Nation of Islam. Jest godnym przedstawicielem muzycznego gatunku horrorcore i cieszy się statusem kultowej wśród fanów. W 1992 wydał swój debiutancki album South Park Psycho, która jest uważana za pierwszy album z gatunku horrorcore. Dzięki tej płycie wytwórnia Rap-a-Lot, zyskała rozgłos. Drugi album Psychic Thought sprzedał się w ponad 100.000 egzemplarzach. W 2008 roku po pięcioletniej przerwie wydał płytę pt Still Psycho, sprzedała się w niewielkim nakładzie z powodu braku komercyjnych utworów.

## Dyskografia
- The South Park Psycho (1992)
- Psychic Thoughts (1993)
- Psychotic Genius (1996)
- Interview with a Killa (1998)
- Psycho Thug (1999)
- The Return of the Psychopath (2003)
- Still Psycho (2008)
- Psych' Swag: Da Horror Movie (2010)